# Ben & Tan
Ben & Tan är en dansk musikduo bestående av Benjamin Rosenbohm (född 2002) och Tanne Balcells (född 1998). De skulle representerat Danmark i Eurovision Song Contest 2020 i Rotterdam med låten "Yes", men tävlade aldrig då tävlingen ställdes in till följd av covid-19-pandemin.
Båda ställde på i den tolfte säsongen av danska X Factor 2019 (danska versionen av The X Factor) och bildade en duo efter tävlingen. Rosenbohm föddes i Berlin, Tyskland av en madagaskisk far och tysk mor och flyttade till Danmark i ung ålder. Balcells föddes i Barcelona, Spanien av en spansk far och dansk mor innan han flyttade till Danmark.

## Karriär
Rosenbohm och Balcells träffades 2019 när båda tävlade i den tolfte säsongen av danska X Factor. Rosenbohm tävlade själv medan Balcells tävlade som en del av tjejgruppen Echo. Balcells, som del av gruppen Echo, lyckades gå vidare till semifinal där det sedan slogs ut. Rosenbohm lyckades gå vidare till final där han slutade på andra plats bakom vinnaren Kristian Kjærlund.
Den 7 mars 2020 var Rosenbohm & Balcells en av det tio tävlande i Dansk Melodi Grand Prix, tävlingen som väljer ut det danska bidraget till Eurovision Song Contest. Duon tävlade med låten "Yes" som fick flest röster och vann tävlingen. Duon skulle därmed representerat Danmark i Eurovision Song Contest 2020, men den 18 mars 2020 meddelade EBU att tävlingen ställs in på grund av den osäkra spridningen av covid-19 i Europa.
2021 försökte duon återigen ställa upp i Dansk Melodi Grand Prix med låten "Iron Heart", men kom inte med i tävlingen. Låten skickades även in till SVT för Melodifestivalen 2021, men kom inte med där heller.